# Jamie Whitmore
Jamie Whitmore (Aukum, 4 de mayo de 1976) es una deportista estadounidense que compitió en triatlón. Ganó cinco medallas en el Campeonato Mundial de Xterra Triatlón entre los años 2002 y 2007, y una medalla en el Campeonato Europeo de Xterra Triatlón de 2004.

## Palmarés internacional
| Campeonato Mundial | Campeonato Mundial               | Campeonato Mundial | Campeonato Mundial |
| Año                | Lugar                            | Medalla            | Prueba             |
| ------------------ | -------------------------------- | ------------------ | ------------------ |
| 2002               | Maui (Estados Unidos)            | Medalla de plata   | Individual         |
| 2003               | Maui (Estados Unidos)            | Medalla de plata   | Individual         |
| 2004               | Maui (Estados Unidos)            | Medalla de oro     | Individual         |
| 2005               | Maui (Estados Unidos)            | Medalla de bronce  | Individual         |
| 2007               | Maui (Estados Unidos)            | Medalla de bronce  | Individual         |
| Campeonato Europeo |                                  |                    |                    |
| Año                | Lugar                            | Medalla            | Prueba             |
| 2004               | Hluboká nad Vltavou (Rep. Checa) | Medalla de oro     | Individual         |